# Jusuf Nurkić
Jusuf Nurkić bosanskohercegovački je košarkaš koji trenutno igra za Phoenix Suns u NBA-u i za bosanskohercegovačku košarkašku reprezentaciju. 
Na NBA draftu 2014., Chicago Bullsi su ga izabrali kao 16. izbor u 1. krugu, no kasnije su ga u razmjeni dali Denver Nuggetsima.